# Temporada 1973 del Campeonato del Mundo de Motociclismo
La temporada de 1973 del Campeonato del Mundo de Motociclismo fue la 25.º edición del Campeonato Mundial de Motociclismo.

## Desarrollo y resultados
Los integrantes de la escudería MV Agusta, Phil Read y Giacomo Agostini lucharon por la supremació de la categoría de 500cc pero la temporada estuvo marcada por las muertes de Jarno Saarinen y Renzo Pasolini en Monza. El piloto de 500cc, Kim Newcombe, también murió en la carrera en Silverstone al final de temporada. Agostini consiguió su título número 13 en la categoría de 350cc. En 250cc, el alemán Dieter Braun ganó la corona para Yamaha. Kent Andersson dio a la marca japonesa otro título en 125cc aunque Kreidler dominó en 50cc después de que Derbi abandonara la competición.

## Calendario y resultados
| Ronda | Fecha            | Gran Premio                     | Circuito          | Ganador 50cc     | Ganador 125cc     | Ganador 250cc     | Ganador 350cc        | Ganador 500cc     |
| ----- | ---------------- | ------------------------------- | ----------------- | ---------------- | ----------------- | ----------------- | -------------------- | ----------------- |
| 1     | 22 de abril      | Gran Premio de Francia          | Paul Ricard       |                  | Kent Andersson    | Jarno Saarinen    | Giacomo Agostini     | Jarno Saarinen    |
| 2     | 6 de mayo        | Gran Premio de Austria          | Salzburgring      |                  | Kent Andersson    | Jarno Saarinen    | János Drapál         | Jarno Saarinen    |
| 3     | 13 de mayo       | Gran Premio de Alemania         | Hockenheimring    | Theo Timmer      | Kent Andersson    | Jarno Saarinen    | Teuvo Länsivuori     | Phil Read         |
| 4     | 20 de mayo       | Gran Premio de las Naciones     | Monza             | Jan de Vries     | Kent Andersson    | Carrera cancelada | Giacomo Agostini     | Carrera cancelada |
| 5     | 8 de junio       | TT Isla de Man                  | Snaefell Mountain |                  | Tommy Robb        | Charlie Williams  | Tony Rutter          | Jack Findlay      |
| 6     | 17 de junio      | Gran Premio de Yugoslavia       | Opatija           | Jan de Vries     | Kent Andersson    | Dieter Braun      | János Drapál         | Kim Newcombe      |
| 7     | 23 de junio      | Gran Premio de los Países Bajos | Assen             | Bruno Kneubühler | Eugenio Lazzarini | Dieter Braun      | Giacomo Agostini     | Phil Read         |
| 8     | 1 de julio       | Gran Premio de Bélgica          | Spa               | Jan de Vries     | Jos Schurgers     | Teuvo Länsivuori  |                      | Giacomo Agostini  |
| 9     | 15 de julio      | Gran Premio de Checoslovaquia   | Brno              |                  | Otello Buscherini | Dieter Braun      | Teuvo Länsivuori     | Giacomo Agostini  |
| 10    | 21 de julio      | Gran Premio de Suecia           | Anderstorp        | Jan de Vries     | Börje Jansson     | Dieter Braun      | Teuvo Länsivuori     | Phil Read         |
| 11    | 29 de julio      | Gran Premio de Finlandia        | Imatra            |                  | Otello Buscherini | Teuvo Länsivuori  | Giacomo Agostini     | Giacomo Agostini  |
| 12    | 23 de septiembre | Gran Premio de España           | Jarama            | Jan de Vries     | Chas Mortimer     | John Dodds        | Eduardo Celso-Santos | Phil Read         |